# 花園大学歴史博物館
花園大学歴史博物館（はなぞのだいがくれきしはくぶつかん）は、京都市中京区にある花園大学が2000年に創設した博物館（博物館相当施設）。仏教系大学初のユニバーシティー・ミュージアムである。
花園大学の調査・研究活動によって蓄積された資料を広く公開し、大学教育だけでなく、市民に開かれた大学の中核施設として、展示活動や教育活動を行っている。
主に文学部文化遺産学科・日本史学科の教員が運営に携わっているが、展示活動等に学生・大学院生を中心としたボランティア・スタッフが参加しているのも特徴のひとつで、学芸員などを目指す学生が実物に触れながら実践的に学ぶことができる場ともなっている。

## 開館時間
- 10時00分～16時00分（土曜日は14:00まで）
- 原則として、大学の開講期間のみの開館。

## 施設
- 第1展示室（主に常設展示で使用）
- 第2展示室（主に特別展・企画展で使用）
- 学芸員室・展示準備室
- 収蔵庫・特別収蔵庫

展示室は無聖館4階に設置。入館無料。

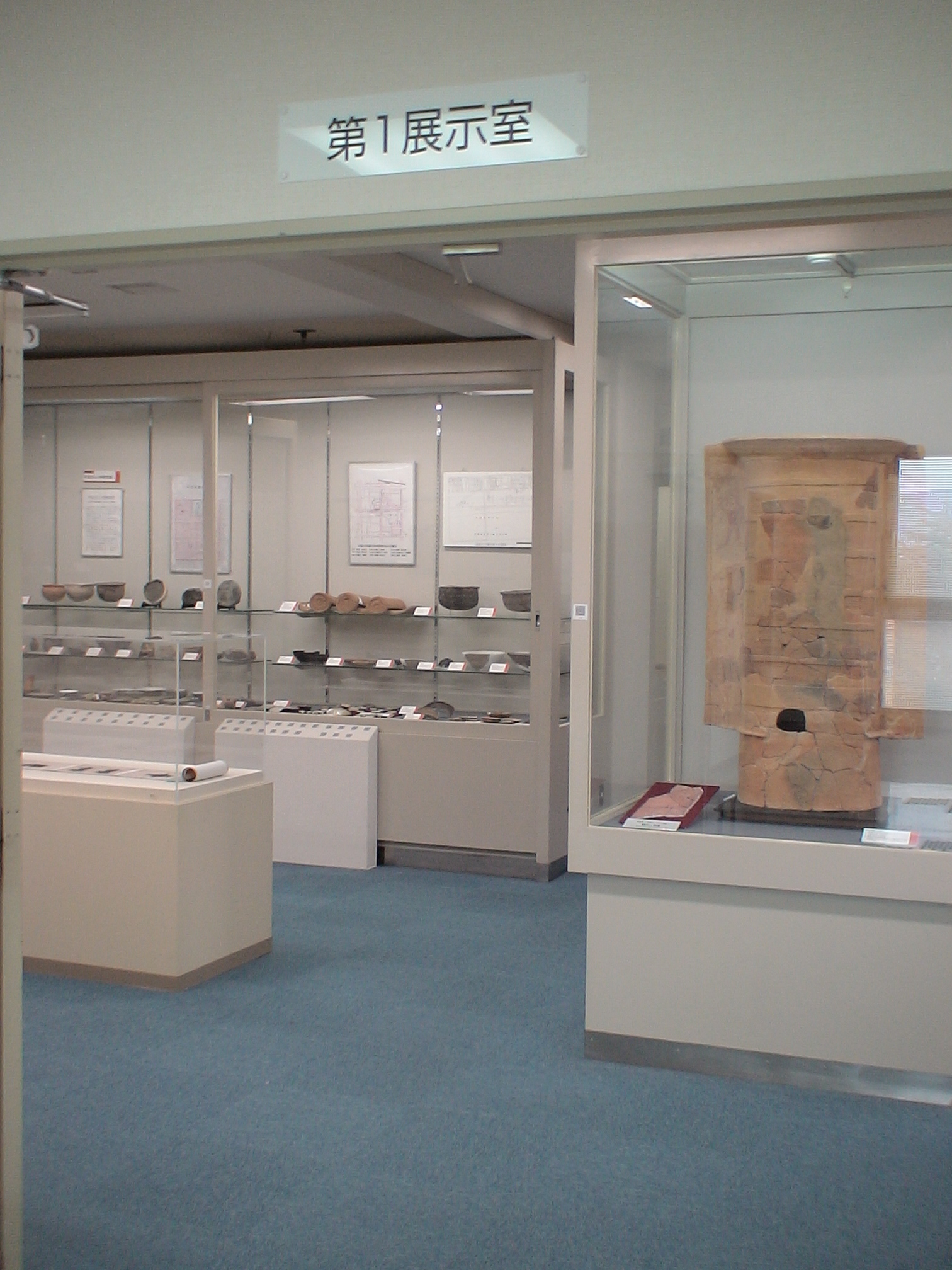
第1展示室

第1展示室には、QRコードと携帯電話とを組み合わせた閲覧支援システム（文学部史学科情報歴史学コースの学生が中心になって開発）が設置されていた。

## 展示

### 常設展示
考古学部門、民俗学部門、美術・禅文化部門、歴史学・典籍部門の4部門に関する収集資料を展示。寺院などから寄託を受けた文化財も多く保管している。
主なコレクションは以下の通り（コレクションがすべて展示されているわけではないので注意）。
- 京都市最大の前方後円墳である伏見区桃山町黄金塚2号墳（4世紀末）出土の埴輪群
  - シャーマンらしき人物の線刻画がある盾型埴輪など
- 平安京右京二条三坊の発掘調査による遺物
  - 花園大学の敷地
- 奈良県大宇陀町の農村集落から収集した民俗資料
- 白隠慧鶴の墨跡
- 蔡山李詡筆「十六羅漢図」（中国・元代）東大寺戒壇院旧蔵
- 俣賀家文書
  - 俣賀家は石見国の御家人
  - 俣賀家文書は現在120点が確認されているが、本館には嘉禎2年（1236年）〜応仁2年（1468年）の文書22点画所蔵されており、成立時期が早いものがまとまっている点が貴重
- 枩子菴コレクション
  - 円山・四条派など近世絵画を中心としたコレクション

### 特別展・企画展
通常、春と秋の2回、特別展あるいは企画展を開催している。各地の妙心寺派寺院にある文化財を調査・研究した成果を展観し、近年では禅文化研究所と共同で臨済宗寺院に蔵される書画類を悉皆調査し、新出資料を多く発見・紹介している。
- 開館記念特別展「観る読む悟る　白隠—傑僧とその一門—」（2000年11月14日〜12月9日）
  - 協力：禅文化研究所
- 2001年度春期特別展「青春の日本画—ポスター・セレクション—」（2001年4月4日〜6月30日)
- 2001年度秋期企画展「森寛斎と森派の絵画―寛斎・祖仙・周峯・徹山・一鳳―」（2001年10月9日〜12月1日）
  - 協力：山口県立美術館
- 文学部国文学科企画展「土岐武治文庫展」（2001年12月6日〜12月14日）
  - 企画：花園大学文学部国文学科
- 文学部史学科情報歴史学コース開設記念企画展「平安京再現—梶川敏夫氏原画による遺跡復元画展—」（2002年4月3日〜7月6日）
  - 協力：梶川敏夫
- 2002年度秋期特別展「東海の名刹・清見寺所蔵名品展―朝鮮通信使と禅林美術―」（2002年10月28日〜12月21日）
  - 協力：清見寺
- 2003年度春期企画展「今昔みやこ案内―都名所図会・平安通志・パノラマ地図の世界―」（2003年4月3日〜6月7日）
- 2003年度企画展（京都学公開講座・オープンキャンパス関連企画）「平安の文学―土岐武治文庫展―」（2003年7月29日〜8月2日）
- 2003年度秋期特別展「新収　十六羅漢図」（2003年10月20日〜12月13日）
- 2004年度春期特別展「洛中大火夢物語—風雲の幕末京都—」（2004年4月3日〜6月12日）
- 2004年度秋期特別展「白隠　禅画と墨蹟—新出龍雲寺コレクション—」（2004年10月25日〜11月27日）
  - 協力：龍雲寺
- 2005年度春期企画展「羽織裏の粋（おしゃれ）―山名邦和コレクション—」（2005年4月2日〜6月25日）
  - 協力：山名邦和
- 2005年度秋期企画展「枩子菴（しょうしあん）の眼―日本画小品展―」（2005年11月7日〜12月17日）
- 2006年度春期企画展「箔の美　野口康作品展―画材としての箔　光琳筆紅白梅図金箔・金泥問題に迫る―」（2006年4月3日〜6月24日）
  - 協力：野口康
- 2007年度春期企画展「挿絵の世界—近世の出版文化—」（2007年4月11日〜6月29日）
- 2007年度秋期企画展「宇治人形—知られざる茶の木人形の世界—」（2007年10月22日〜12月15日）
- 2008年度春期企画展「春日局ゆかりの寺　麟祥院展」（2008年4月2日～6月28日）
- 2008年度秋期企画展「京（みやこ）を掘る —今解き明かす平安貴族のくらし—」（2008年10月6日～11月15日）
- 花園大学禅仏教教育センター開設記念・良寛上人生誕250年記念展「良寛と文人・画人展 ―良寛上人から世界平和へ―」（2008年11月20日～12月24日）
- 2009年度春季企画展「瑞巌寺中興雲居禅師350年遠諱記念 みちのくの禅―松島瑞巌寺の寺宝―」（2009年4月2日～6月27日）
- 2009年度秋季企画展「上方ゆかりの絵師たち 併催：幻の漫画雑誌『大阪パック』」（2009年11月2日～12月26日）
- 花園大学歴史博物館開館10周年記念「大法院展　真田家と佐久間象山ゆかりの文化財」（2010年4月2日～6月30日）
  - 協力：妙心寺大法院
- 大圓寶鑑國師350年遠諱記念・花園大学歴史博物館開館10周年記念「愚堂東寔遺墨選」（2010年9月21日～10月30日）
  - 協力：禅文化研究所
- 2011年度春季企画展「狩野派の絵画―枡米菴コレクション京狩野作品を中心に―」
  - 協力：妙心寺大法院、麟祥院、枡米菴
- 2011年度秋季企画展「遂翁元盧―禅画と墨蹟　丈山文庫・永明寺所蔵作品―」
  - 協力：丈山文庫、永明寺
- 2012年度春季企画展「風俗史家 江馬務の見た明治・大正・昭和」
- 2012年度秋季企画展「東嶺圓慈―禅画と墨蹟 龍澤寺・齢仙寺と近江の禅寺所蔵作品―」
  - 主催：花園大学歴史博物館、公益財団法人 禅文化研究所
  - 協力：龍澤寺（静岡県）、齢仙寺（滋賀県）、瓦屋寺（滋賀県）、石馬寺（滋賀県）、長勝寺（滋賀県）
- 大圓寶鑑國師350年遠諱記念 大仙寺展（2013年4月2日〜6月8日）
- 表情のある京町家 三条烏丸東入ル梅忠町（2013年11月4日〜12月13日）
- 禅文化研究所創立50周年記念所蔵作品展 不立文字 ―禅の書画と典籍・六〇〇年―（2014年4月2日〜6月7日）
- 滅却心頭火自涼―甲斐の名刹・恵林寺の至宝―（2014年10月6日〜12月13日）
- 特別陳列「元画十六羅漢図と渡辺崋山旧蔵探幽縮図」（2015年4月2日（木）～5月16日（土））
- 中興開山鉄山宗鈍禅師400年遠諱記念「武蔵野の禅刹 平林寺 ―伝来の書画名宝展―」（2015年9月24日〜12月12日）
- 湯島 麟祥院 ―春日局と峨山慈棹―（2016年4月2日〜6月4日）
- 白隠禅師250年遠諱記念　原の白隠さん ―松蔭寺と静岡沼津伝来の禅画・墨蹟― （2017年4月3日～ 6月10日）
  - 主催: 臨済宗妙心寺派、花園大学歴史博物館
  - 協賛: 学校法人 花園学園
- 白隠禅師250年遠諱記念　白隠とその弟子たち（2017年10月9日～12月9日）
  - 主催: 臨済宗妙心寺派、花園大学歴史博物館
  - 協賛: 学校法人 花園学園
- 蘇山玄喬禅師150年遠諱記念　蘇山玄喬―禅画と墨蹟 徳源寺・円福寺・見性寺所蔵作品―（2017年12月11日～2018年2月3日）
  - 主催: 花園大学歴史博物館、公益財団法人 禅文化研究所
  - 協力: 徳源寺（愛知県名古屋市）、円福寺（京都府八幡市）、見性寺（熊本県熊本市）
- 2018年度春季企画展　圓福寺―京都八幡達磨堂 寺宝展（2018年4月3日～6月2日）
  - 主催：花園大学歴史博物館、公益財団法人 禅文化研究所
  - 協力: 圓福寺（京都府八幡市）
- 2018年度秋季企画展　100年遠諱記念　明治の禅僧 釈宗演（2018年10月8日～12月8日）
  - 主催: 臨済宗大本山円覚寺、花園大学歴史博物館、公益財団法人 禅文化研究所
- 2019年度春季企画展　大用国師200年遠諱記念　誠拙周樗―鎌倉禅中興の祖―
  - 臨済宗大本山円覚寺、花園大学歴史博物館、公益財団法人 禅文化研究所
- 2019年度秋季企画展 東海の名刹奥山方広寺（2019年4月2日～6月15日）
  - 主催: 臨済宗大本山方広寺、花園大学歴史博物館、公益財団法人 禅文化研究所、大蔵会
- 開館20周年記念 両足院―いま開かれる秘蔵資料―（2020年4月2日～6月13日予定）
  - 新型コロナウイルス感染症の拡大防止のため中止。

## その他
- 京都歴史回廊協議会に参加。
- 京都・大学ミュージアム連携に参加。